# Ехопраксія
Ехопраксія, ехокінезія (др.-грецьк. ἠχώ, «відлуння, повторення» і πράξις, «функція, дія») — мимовільне повторення або імітація людиною рухів інших осіб. Проявляється при ураженні конвексітальної префронтальної кори спереду від премоторних відділів. Хоча це явище заведено відносити до тикових розладів, його можна спостерігати у людей з аутизмом, синдромом Туретта, синдромом Ганзера, шизофренією (особливо кататонічною шизофренією), деякими формами клінічної депресії та іншими неврологічними розладами.